# Qiaogou
Qiaogou (kinesiska: 桥沟, 桥沟乡) är en socken i Kina. Den ligger i provinsen Henan, i den centrala delen av landet, omkring 330 kilometer sydost om provinshuvudstaden Zhengzhou.
Genomsnittlig årsnederbörd är 1 204 millimeter. Den regnigaste månaden är augusti, med i genomsnitt 201 mm nederbörd, och den torraste är januari, med 26 mm nederbörd.